# Peter Skoronski
Peter Skoronski (Park Ridge, 31 luglio 2001) è un giocatore di football americano statunitense che milita nel ruolo di offensive tackle per i Tennessee Titans della National Football League (NFL).

## Carriera universitaria
Skoronski frequentò la Maine South High School a Park Ridge, Illinois. Nel 2020 fu selezionato per disputare l'All-American Bowl. In seguito si iscrisse alla Northwestern University per giocare nel college football.
Skoronski disputò come titolare tutte le nove gare di Northwestern nel 2020. L'anno seguente giocò tutte le 12 partite come titolare, venendo inserito nella formazione ideale della Big Ten Conference. Nel 2022 fu premiato unanimemente come All-American.

## Carriera professionistica
Skoronski era considerato uno dei migliori offensive tackle selezionabili nel Draft NFL 2023 e una scelta della prima metà del primo giro. Il 27 aprile fu scelto come undicesimo assoluto dai Tennessee Titans. Debuttò come professionista partendo come titolare nella gara del primo turno persa contro i New Orleans Saints. La sua prima stagione si chiuse disputando 14 partite, tutte come titolare.

## Vita privata
È il nipote di Bob Skoronski, vincitore di cinque campionati NFL negli anni sessanta come tackle dei Green Bay Packers.